# Зоран Кулина
Зоран Кулина (Тврдимићи, 1. јануар 1960 — Лукавица, 19. октобар 2021) био је српски певач.

## Биографија
Велику популарност је стекао након што је снимио неколико албума током 1990−их посвећених чувеној „Гари”. За Кулину многи његови пријатељи кажу да је „доктор гаре”, први који је почео у том облику да је помиње у својим песмама. Био је слушан не само у Републици Српској и Србији, него у свим другим околним земљама и републикама некадашње Југославије.
Преминуо је 19. октобра 2021. у 61. години у Лукавици.

## Дискографија
- Гаро, Гаро (1991)
- Гаро, Гаро (1995)
- Нова Гара (1996)
- Стара и нова Гара VHS (1996)
- Опет Гара (1997)
- Збогом Гаро (1998)
- Мега Гара (1998)
- Вратила се Гара (1998)
- Гари Гара и нагари (2000)
- Гара за мис свијета (2002)
- Турбо Гара (2003)
- Није моја потрошена Гара (2004)
- Гара и плавуша (2006)
- Хитови (2008)
- Љуљамо се ја и Гара (2012)[3]
- Није мене оставила Гара (2017)